# ダンマパーラ
ダンマパーラ（巴: Dhammapāla, 5世紀後半頃？）とは、上座部仏教の代表的な注釈者の一人。南インドのカーンチープラに生まれる。南インドの東南海岸地方、ナーガパッタナで修行する。パーリ語経典小部に含まれる7つの経 (『自説経』『如是語経』『天宮事経』『餓鬼事経』『長老偈経』『長老尼偈経』『所行蔵経』) に対する注釈 (アッタカター) である『パラマッタディーパニー』(Paramatthadīpanī) を残している。
また、ブッダゴーサの『清浄道論』(Visuddhimagga) に対する復注である『パラマッタマンジューサー』(Paramatthamañjūsā) (別名『マハーティーカー』(Mahāṭīkā)) の著者としても知られる。